# Thomsenolita
La thomsenolita és un mineral de la classe dels halurs. Rep el seu nom de Hans Peter Jorgen Julius Thomsen (1826-1909), professor de química de la Universitat de Copenhagen.

## Característiques
La thomsenolita és un halur de fórmula química NaCa[AlF₆]·H₂O. Cristal·litza en el sistema monoclínic formant normalment cristalls prismàtics. Els cristalls també poden ser pseudocúbics i, en rares ocasions, es troba de forma esferulítica, estalactítica, en crostes o massiva. La seva duresa a l'escala de Mohs és 2. És un mineral dimorf de la pachnolita.
Segons la classificació de Nickel-Strunz, la thomsenolita pertany a «03.CB - Halurs complexos, nesoaluminofluorurs» juntament amb els següents minerals: criolitionita, criolita, elpasolita, simmonsita, colquiriïta, weberita, karasugita, usovita, pachnolita, carlhintzeïta i yaroslavita.

## Formació i jaciments
Es forma com a producte d'alteració de la criolita i altres fluorurs d'alumini alcalins, normalment en pegmatites. Sol trobar-se associada a altres minerals com: criolita, pachnolita, quiolita, elpasolita, ralstonita, sel·laïta o fluorita. Va ser descoberta l'any 1868 al dipòsit de criolita d'Ivittuut, al fiord Arsuk (Sermersooq, Groenlàndia).